# ريج آرمسترونغ
ريج آرمسترونغ (بالإنجليزية: Reg Armstrong)‏ كان متسابق دراجات نارية أيرلندي. نافس في سباقات بطولة العالم لفئة 500 سي سي ولفئة 350 سي سي ولفئة 250 سي سي ولفئة 125 سي سي ولفئة 50 سي سي. كما شارك في كأس جزيرة مان السياحية.